# Agulla Escudier
L'Agulla Escudier és un cim de 3.315 m d'altitud, amb una prominència de 10 m, que es troba a la Cresta de Llosàs, al massís de la Maladeta, província d'Osca (Aragó).